# Contea di Corangamite
La contea di Corangamite è una local government area che si trova nello Stato di Victoria. Essa si estende su una superficie di 4.404 chilometri quadrati e ha una popolazione di 16.376 abitanti. La sede del consiglio si trova a Camperdown.